# 社会福祉会計簿記認定試験
社会福祉会計簿記認定試験（しゃかいふくしかいけいぼきにんていしけん）とは、一般財団法人総合福祉研究会及び公益社団法人全国経理教育協会が共催する、社会福祉法人会計の知識を問う検定。社会福祉会計分野で唯一の民間試験。専門的な認定試験制度の普及により、社会福祉法人の円滑な会計業務を遂行する人材の育成を目指すものとしている。

## 検定級と程度
上級（簿記会計と財務管理）：財務担当役員レベル
社会福祉法人全体の統括会計責任者、および法人理事長や役員・指導的立場にある職員など法人の方針に大きく関わる者が理解しておくべき内容を学習。
【簿記会計】社会福祉法人会計基準・会計基準局長通知・会計基準課長通知の内容を網羅的に深く学習。
【財務管理】財務数値の理解およびそれに伴う法人経営の視点の学習。
中級：経理責任担当者レベル
簿記の原理に基づいて「初級編」から一歩進んだ内容をより理解を深めていき、拠点区分ごとの決算が行える程度の技能を習得することを到達点とした学習。
初級：経理担当者レベル
社会福祉法人会計基準に基づいた仕訳の考え方や勘定科目の習得およびそれを計算書類に作り上げていく複式簿記の仕組みについて学習。

## 合格基準
全級とも100点満点のテストの内70点以上獲得で合格。ただし、大問のうち1つでも0点があると不合格となる。
上級は1科目ずつ受験が可能であるが、簿記会計と財務管理の2科を両方合格して「上級合格」となる。1科目ごとの合格有効期限は受験の年から2年間となる。

## 受験資格及び受験料
受験資格
特になし
受験料
上級 - 1科目11,000円
上級 - 1科併願17,600円
中級 - 8,800円
初級 - 6,600円
（いずれも税込）

## 試験の実施
試験日
試験日は全級とも年1回実施。（12月の第1日曜日）
試験時間
初級・上級（簿記会計）10：00 - 12：00
中級・上級（財務管理）13：30 - 15：30
※時間が被らなければ併願も可能

## 学習方法
テキスト
『社会福祉法人会計簿記テキスト〈新会計基準版〉』（実務出版株式会社）
過去問題集
『社会福祉会計簿記認定試験過去問題（簡易解説付き）』（総合福祉研究会ウェブサイトより申込可能）
簿記講座
総合福祉研究会会員による各級の簿記講座および初心者のための入門講座が毎年７月頃より順次開講している（日程等は決定次第、総合福祉研究会ウェブサイトにて公表）